# Солдатов, Олег Юрьевич
Оле́г Ю́рьевич Солда́тов (род. 9 января 1963, Сочи) — российский дирижёр и педагог.

## Биография
Окончил дирижёрско-хоровой факультет Ленинградской консерватории (1986, класс Т. И. Немкиной), затем стажировался на факультете оперно-симфонического дирижирования у Равиля Мартынова. Завоевал первые премии на Втором Всероссийском конкурсе дирижёров (1988, Ульяновск) и Международном конкурсе дирижёров имени Артуро Тосканини (1990, Парма).
В 1990—1991 гг. художественный руководитель и главный дирижёр Томского симфонического оркестра. В 1992—2006 гг. возглавлял Симфонический оркестр Карельской государственной филармонии, одновременно в 1996—2003 гг. — художественный руководитель и главный дирижёр Сочинского симфонического оркестра. С петрозаводским оркестром исполнил такие масштабные произведения, как «Реквием» Моцарта, Девятую симфонию Бетховена, оратории Сергея Танеева «Иоанн Дамаскин» и Карла Орфа «Кармина Бурана», «Симфонию псалмов» Игоря Стравинского.
9 сентября 2003 в день 175-летия со дня рождения Л. Н. Толстого осуществил во дворе усадьбы Музея-заповедника «Хамовники» в Москве премьерное исполнение оперы Ширвани Чалаева «Хаджи-Мурат» по одноимённой толстовской повести.
В 2006 г. в результате конфликта с музыкантами покинул Симфонический оркестр Карельской государственной филармонии; с 2006 г. — главный приглашённый дирижёр Сочинского симфонического оркестра. Одновременно преподаёт на кафедре дирижирования Петрозаводской консерватории.

## Награды и признание
- Лауреат конкурса дирижёров имени Тосканини (Парма, 1990)
- Лауреат года Республики Карелия (2003)
- Заслуженный деятель искусств Республики Карелия (2003)
- Премия Правительства Российской Федерации в области культуры (2005)[2].